# Fleckzahnhai
Der Fleckzahnhai oder Sorrahhai (Carcharhinus sorrah) ist eine Art der Gattung Carcharhinus innerhalb der Requiemhaie (Carcharhinidae). Das Verbreitungsgebiet liegt in den Küstengebieten des Indischen Ozeans und im Indo-Pazifik.

## Aussehen und Merkmale
Der Fleckzahnhai ist ein mittelgroßer Hai mit einer durchschnittlichen Größe von 120 bis 140 cm und Maximallängen bis 160 cm. Er hat eine graue Rückenfärbung und einen weißen Bauch. An den Spitzen des unteren Schwanzflossenlappens, der Brustflossen und der zweiten Rückenflosse besitzt die Art schwarze Flecken, die erste Rückenflosse kann dunkelgrau gesäumt sein. An den Flanken besitzt der Hai ein helles Band.
Der Hai besitzt eine lange und zugespitzte Schnauze und große, runde Augen. Er besitzt eine Afterflosse und zwei Rückenflossen. Die erste Rückenflosse ist vergleichsweise hoch und sichelförmig zugespitzt, sie liegt über oder leicht hinter dem Beginn der freien Ende der Brustflossen. Ein gering entwickelter Interdorsalkamm ist vorhanden. Die zweite Rückenflosse ist vergleichsweise klein und beginnt leicht hinter dem Ansatz der Analflosse. Die Brustflossen sind relativ groß und sichelförmig. Wie alle Arten der Gattung besitzen die Tiere fünf Kiemenspalten und haben kein Spritzloch.

## Lebensweise
Der Fleckzahnhai lebt als häufige Art in Küstennähe im Bereich des Kontinentalschelfs sowie an Inselsockeln von der Oberfläche bis in Tiefen von etwa 70 m. Dabei bevorzugt er Riffregionen. Er ernährt sich räuberisch vor allem von verschiedenen Knochenfische und Wirbellosen, vor allem Tintenfischen.

### Fortpflanzung
Er ist wie andere Arten der Gattung lebendgebärend und bildet eine Dottersack-Plazenta aus (plazental vivipar). Die Weibchen bringen drei bis sechs Jungtiere zur Welt. Die Junghaie haben eine Größe von etwa 45 bis 60 Zentimetern und werden in Küstennähe zur Welt gebracht. Die Geschlechtsreife erreichen die sehr langsam wachsenden Tiere bei einer Länge von ungefähr 100 bis 110 cm.

## Verbreitung

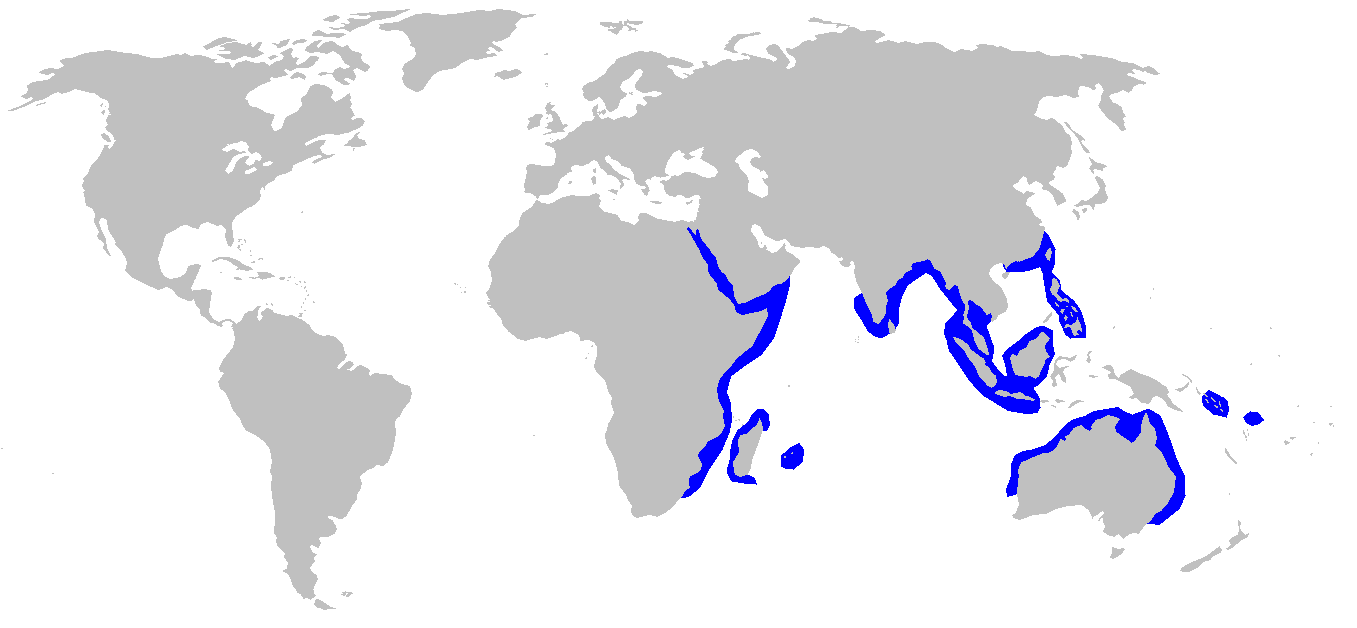
Verbreitungsgebiete des Fleckzahnhais

Das Verbreitungsgebiet des Fleckzahnhais erstreckt sich im Indischen Ozean und im Indopazifik von der Westküste Afrikas von Südafrika über Mosambik, Tansania, Kenia und Madagaskar über das Rote Meer, die Küste Pakistans und Indiens bis nach Südostasien und das westliche und nördliche Australien.

## Gefährdung
Fleckzahnhaie werden aufgrund ihres Fleisches und ihren Flossen gezielt gefischt. Ihre Flossen erzielen auf Märkten einen hohen Preis und sind daher begehrt. Des Weiteren werden sie als Beifang gefischt. Gefangen werden sie meist durch Langleinen, Kiemennetzen und Schleppnetzen. Zudem verschlechtern sich ihre Lebensräume zunehmend. Enorm wichtig für die Haie sind ihre Schulen, in diesen wachsen ihre Jungtiere auf. Sie befinden sich meist in flachen Küstengewässern. Diese Regionen werden jedoch stark befischt und dadurch zunehmend beeinträchtigt und verschmutzt, insbesondere in Nähe von Flussmündungen. Zum Schutz der Tiere werden keine besonderen Maßnahmen getroffen. Aufgrund des hohen Fischereidrucks in den größten Teilen seines Verbreitungsgebiets und der Beobachtung der weltweiten Populationen wird der Fleckzahnhai laut der IUCN als potenziell gefährdet eingestuft.